# European Neuropsychopharmacology
European Neuropsychopharmacology, abgekürzt Eur. Neuropsychopharmacol., ist eine wissenschaftliche Fachzeitschrift, die vom Elsevier-Verlag veröffentlicht wird. Derzeit erscheint die Zeitschrift mit zwölf Ausgaben im Jahr, sie ist die offizielle Zeitschrift des European College of Neuropsychopharmacology. Es werden Arbeiten aus dem Bereich der Neuropsychopharmakologie veröffentlicht.
Der Impact Factor lag im Jahr 2014 bei 4,369. Nach der Statistik des ISI Web of Knowledge wird das Journal mit diesem Impact in der Kategorie klinische Neurologie an 26. Stelle von 192 Zeitschriften, in der Kategorie Neurowissenschaften an 52. Stelle von 252 Zeitschriften, in der Kategorie Pharmakologie und Pharmazie an 31. Stelle von 254 Zeitschriften und in der Kategorie Psychiatrie an 24. Stelle von 140 Zeitschriften geführt.